# Dušan Kutlešić
Dušan Kutlešić (en serbio:Душан Кутлешић, Užice, 30 de octubre de 1994) es un baloncestista serbio que pertenece a la plantilla del Basket Zielona Góra que compite en la TBL. Con 1,99 metros de estatura, juega en la posición de escolta.

## Trayectoria deportiva

### Profesional
Comenzó a jugar en las categorías inferiores del KK Hemofarm, hasta que en 2012 fichó por el KK Sloboda Užice de su ciudad natal, donde disputó dos temporadas, promediando en la segunda de ellas 12,1 puntos y 3,1 rebotes por partido.
En 2014 fichó por el KK Metalac Valjevo, con el que disputó además la Liga ABA durante dos temporadas, promediando en la segunda de ellas 9,2 puntos y 2,1 rebotes por partido. Se presentó además al Draft de la NBA de 2015, pero no resultó elegido.
En septiembre de 2016 se incorporó a los entrenamientos del Pallacanestro Reggiana italiano, pero finalmente regresó de nuevo a su país para fichar por el KK FMP Beograd por tres temporadas.
En la temporada 2022-23, firma por el Basket Zielona Góra que compite en la TBL.

### Selección nacional
Ha sido un habitual en las categorías inferiores de la selección serbia, ganando la medalla de plata en el Mundial 2013 disputado en República Checa.